# 赫氏七鰓鰻
赫氏七鰓鰻（學名：Lampetra hubbsi），為圓口綱七鰓鰻目七鰓鰻科七鰓鰻屬的一種，被IUCN列為易危保育類動物，分布於北美洲美國加利福尼亞州聖華金谷東側，默塞德河、卡威亞河、國王河和聖華金河下游流域，本魚口盤較頭窄，軀幹肌節52-56，口上板，2顆單尖牙，很少3顆；口下板，4單尖齒，通常5顆；每側內側4個，第一內側也可能是雙尖牙，第二和第三內側是雙尖牙或三尖牙，第四內側是雙尖牙，體背部和側面為灰褐色，腹部為白色，尾鰭呈圓形，體長可達14.2公分，棲息在沙石底質的溪流，非寄生型，因棲地破壞及水壩建築，導致族群數量受威脅。